# Devoniano inferiore
| Carbonifero                                                                                         | Mississippiano | Tournaisiano | Più recente |
| Devoniano                                                                                           | Superiore      | Famenniano   | 372,15±0,46 |
| Devoniano                                                                                           | Superiore      | Frasniano    | 382,31±1,36 |
| Devoniano                                                                                           | Medio          | Givetiano    | 387,95±1,04 |
| Devoniano                                                                                           | Medio          | Eifeliano    | 393,47±0,99 |
| Devoniano                                                                                           | Inferiore      |              |             |
| Devoniano                                                                                           | Emsiano        | 410,62±1,95  |             |
| Devoniano                                                                                           | Praghiano      | 413,02±1,91  |             |
| Devoniano                                                                                           | Lochkoviano    | 419,62±1,36  |             |
| Siluriano                                                                                           | Pridoliano     | -            | Più antico  |
| Suddivisione del sistema del Devoniano secondo la Commissione internazionale di stratigrafia (ICS). |                |              |             |

Nella scala dei tempi geologici, il Devoniano inferiore rappresenta la prima delle tre epoche o serie stratigrafiche in cui è suddiviso il Devoniano, che a sua volta è il quarto dei sei periodi in cui è suddivisa l'era del Paleozoico.
Il Devoniano inferiore è compreso tra 416,0 ± 2,8 e 397,5 ± 2,7 milioni di anni fa (Ma), preceduto dal Pridoli, l'ultima epoca del Siluriano, e seguito dal Devoniano medio.

## Suddivisioni
Il Devoniano inferiore è suddiviso in tre stadi stratigrafici:
- Emsiano: da 407,0 ± 2,8 a 397,5 ± 2,7 milioni di anni fa (Ma)
- Praghiano: da 411,2 ± 2,8 a 407,0 ± 2,8 milioni di anni fa (Ma)
- Lochkoviano: da 416,0 ± 2,8 a 411,2 ± 2,8 milioni di anni fa (Ma)

## Definizioni stratigrafiche e GSSP
La base del Devoniano inferiore, nonché dell'intero periodo Devoniano, coincide con quella del suo primo stadio, il Lochkoviano, ed è definita immediatamente al di sotto della prima comparsa negli orizzonti stratigrafici dei graptoliti della specie Monograptus uniformis. Poco al di sopra si ha anche un'abbondante comparsa di Monograptus uniformis uniformis e Monograptus uniformis angustidens, considerati marcatori secondari assieme ai trilobiti della specie Walburgella rugulosa rugosa.

### GSSP
Il GSSP, il profilo stratigrafico di riferimento della Commissione Internazionale di Stratigrafia, è localizzato nello strato 20, nella sezione Klonk, vicino al villaggio di Suchomasty, a circa 35 km a sud-ovest di Praga, nella Repubblica Ceca. L'intera sequenza stratigrafica consiste in un'alternanza di letti e scisti calcarei.